# Janusz z Kościelca
Janusz z Kościelca – polski szlachcic, wojewoda inowrocławski w latach 1412–1426.
Janusz z Kościelca był synem Mikołaja z Kutna. Jego rodową siedzibą był Kościelec na Kujawach. W latach 1412–1426 pełnił urząd wojewody inowrocławskiego. Podczas najazdów krzyżackich na Kujawy i Krajnę w sierpniu 1422 roku stał na czele swoich wojsk stacjonujących w lasach pod Inowrocławiem, między Murzynowem i Orłowem. Gdy Władysław Jagiełło podporządkował rycerstwo staroście brzeskiemu Andrzejowi z Brochocic, wywodzącemu się z Małopolski, Janusz z Kościelca wraz z wojewodą brzeskim Maciejem
z Łabiszyna, pod pozorem gromadzenia żywności opuścili obóz polski, co osłabiło siłę oręża. Janusz z Kościelca dał początek rodowi Kościeleckich herbu Ogończyk.